# Descripción exacta de la provincia de Venezuela
La Descripción exacta de la provincia de Venezuela, es un libro publicado en 1764 por Joseph Luis de Cisneros

## Contenido
El libro de Cisneros es escrito por iniciativa de la Compañía Guipuzcoana, y describe varias ciudades de la Provincia de Venezuela, como Caracas, Villa de Cura, Valencia, Nirgua, San Carlos, San Felipe el Fuerte, Barquisimeto, El Tocuyo, Carora, Coro, Trujillo y Guanare.
Durante mucho tiempo, gracias a las tesis de Charles Leclerc y Toribio Medina, se pensaba que el libro había sido impreso en la Valencia venezolana, como lo indica el mismo manuscrito. Sin embargo, se sabe gracias a las investigaciones de Pedro Grases que fue impresa en San Sebastián, y que la mención de Nueva Valencia tuvo como finalidad dar una impresión de neutralidad frente a la Compañía Guipuzcoana, la cual enfrentaba críticas por su posición monopolista en el comercio entre la provincia y la metrópolis.

## Edición príncipe
De la primera edición de la Descripción se conservan escasos ejemplares: uno en la Biblioteca Nacional de Venezuela, otro en la British Library, dos en la Academia Nacional de la Historia de Venezuela, uno en El Colegio de México, y otro en el Instituto de Cooperación Iberoamericana de Madrid.